# آندرو لو
آندرو لو (انگلیسی: Andrew Lo؛ زادهٔ ۱۹۶۰ (۶۴–۶۵ سال)) استاد در زمینه دانش مالی و اقتصاد مالی است.
وی همچنین برندهٔ جوایزی همچون کمک‌هزینه گوگنهایم شده‌است.